# Jean-Emile-Loius Véron
Jean-Emile-Loius Véron, francoski general, * 1888, † 1976.